# اليرموك (إربد)
اليرموك بلدة من بلدات محافظة إربد .تقع في شمال البلاد بالقرب من مدينة إربد وضمن لواء بني كنانة وهي على ضفاف نهر اليرموك وعلى أراضيها وقعت معركة اليرموك الشهيرة.